# Де-Монтань (озеро)
Де-Монта́нь (фр. lac des Deux Montagnes [dø mɔ̃.taɲ] — «дві гори», англ. Lake of Two Mountains) — озеро, розташоване на території канадської провінції Квебек, недалеко від Монреаля.

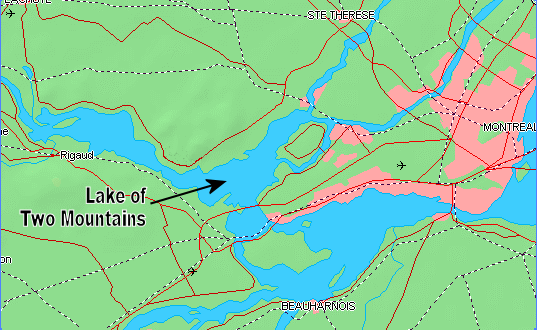
Мапа озера Де-Монтань

Витік озера — Рів'єр-де-Міль-Іль (фр. Rivière des Mille Îles), Рів'єр-де-Прері над островом Ісуса. Два гирла річки Оттави витікають від озера Де-Монтань через озеро Сен-Луї і течуть до річки Святого Лаврентія.
Місто Де-Монтань розташоване на північному березі озера, над каналом Рів'єр-де-Міль-Іль.

## Історія
Самюель де Шамплен в 1612 р. перший вніс на мапу назву озера як Медісі (фр. lac des Médicis). У 1632 р. з'явилася назва Суассонське озеро (фр. lac des Soissons). Остаточно у 1684 р. озеро названо Де-Монтань (фр. lac des Deux Montagnes) на честь
гори Кальвер (фр. Calvaire) і гори Сен-Жозеф-дю-Ляк (фр. Saint-Joseph-du-Lac) у районі містечка Ока.